# Nasimshahr
Nasimshahr (persiska نسيم شهر) är en stad i norra Iran. Den ligger i provinsen Teheran och har cirka 200 000 invånare.